# Dinsley-Trincity
Dinsley-Trincity es una localidad de Trinidad y Tobago, que forma parte de la región de Tunapuna-Piarco.

## Geografía
La localidad abarca parte de la isla Trinidad y limita al norte con Cane Farm, al sur con Oropuna Village-Piarco, al este con Arouca y al oeste con Dinsley y Pasea Extension.

## Demografía
Datos demográficos de la localidad de Dinsley-Trincity:
| Gráfica de evolución demográfica de Dinsley-Trincity entre 2000 y 2011 |
|                                                                        |